# 長城葡萄酒

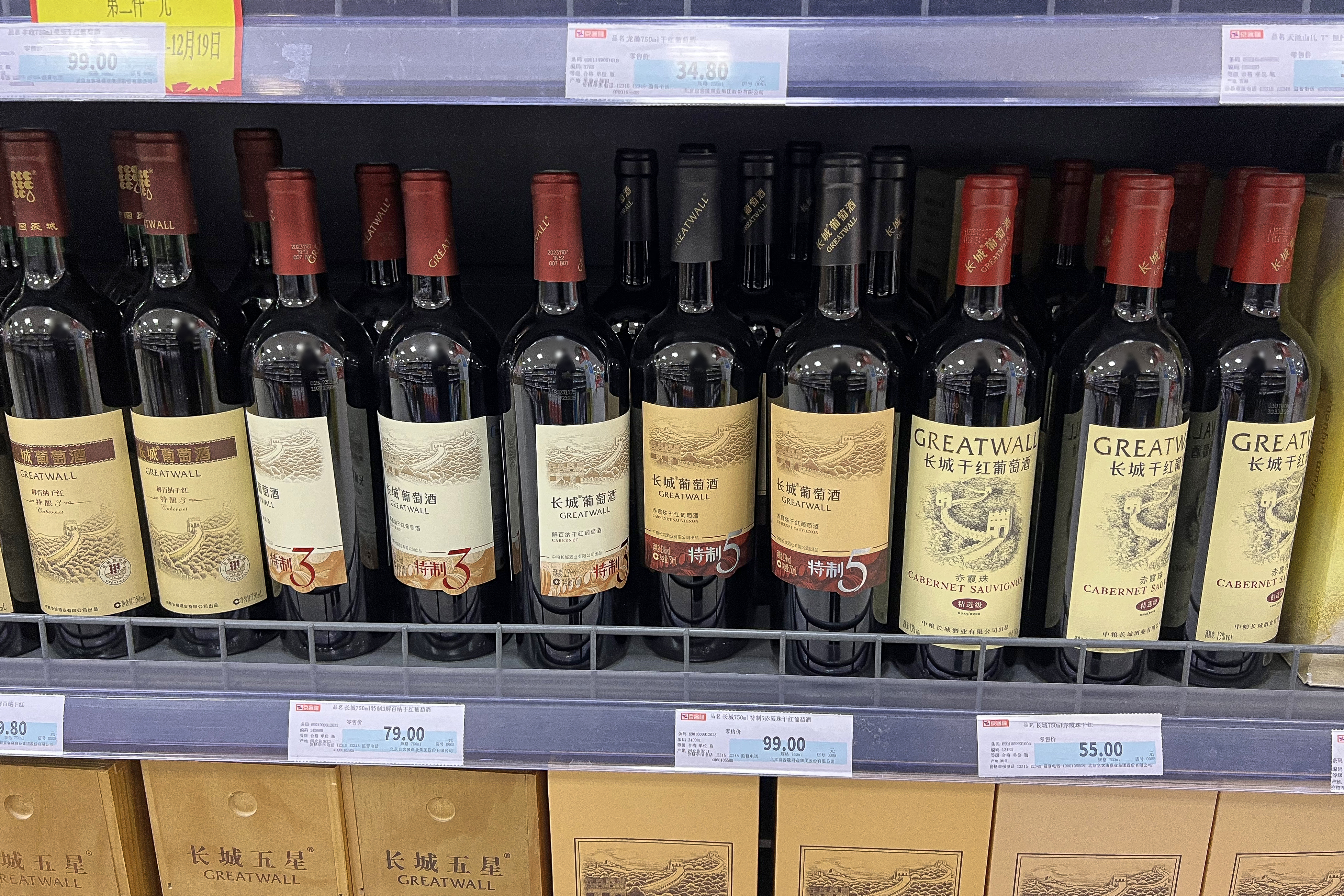
长城葡萄酒

長城葡萄酒是中糧集團旗下中粮酒业投资有限公司的一款葡萄酒品牌。

## 历史

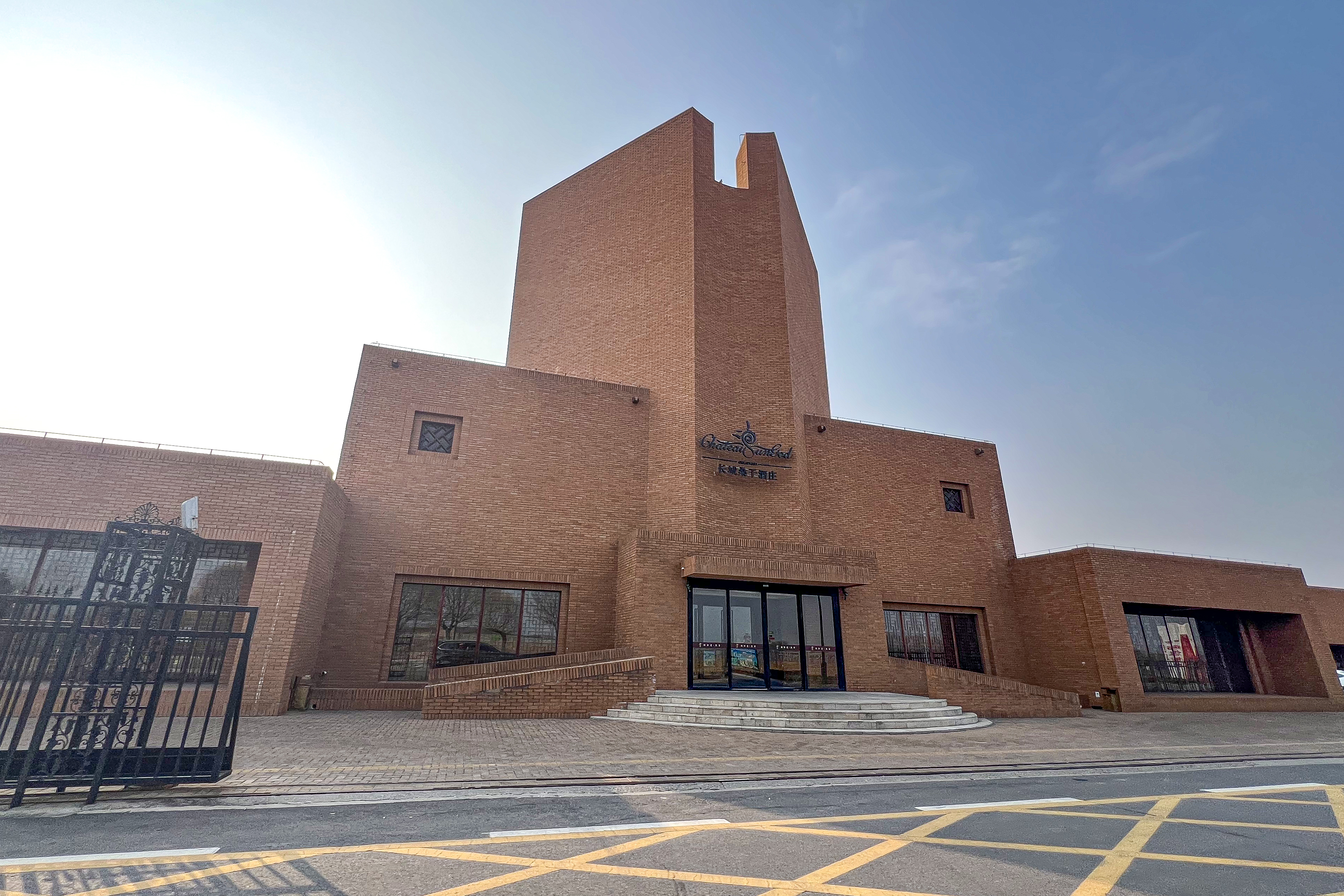
1979年在怀来县建成的长城桑干酒庄

長城最初是民權葡萄酒廠於1963年推出的葡萄酒品牌。1988年，中糧集團旗下中糧酒業有限公司獲得該品牌。此外中糧集團的另三家葡萄酒公司中國長城葡萄酒有限公司（成立於1983年，總部位於河北省张家口市怀来县沙城镇）、中糧華夏葡萄酒有限公司和中糧長城葡萄酒（煙台）有限公司也可以使用「長城」這一商標。2004年，長城葡萄酒被國家工商總局認定為中國馳名商標。2008年北京奥运会和2010年上海世博会上，长城葡萄酒成為唯一指定用酒。2015年和2016年，长城葡萄酒占中国葡萄酒市场份额为6.2％，仅次于张裕集团。2018年，中糧集團旗下中国食品有限公司將长城葡萄酒轉移至中粮酒业投资有限公司。